# A Hundred Million Suns
A Hundred Million Suns é o quinto álbum de rock alternativo da banda Snow Patrol. O álbum será liberado na Irlanda em 24 de outubro de 2008, no Reino Unido e no resto da Europa em 27 de outubro de 2008, e, nos Estados Unidos em 28 de outubro de 2008. O primeiro single do álbum será "Take Back The City" que será lançado em 10 de outubro, na Irlanda, Alemanha e Bélgica e na América do Sul e Norte. Com uma liberação para o resto da Europa em 13 de outubro de 2008 e na França em 14 de outubro de 2008.

## Produção
O álbum foi gravado no Hansa Studio, em Berlim e em Grouse Lodge Studio no Condado de Westmeath, Irlanda através de Verão 2008, com o produtor Garret "Jacknife" Lee.
O álbum é considerável partida de Snow Patrol produções anteriores. O frontman Gary Lightbody disse que ele queria fazer um registro alegres quando comparados os seus álbuns anteriores. Em vez de descrever uma relação de fim de ano, o recorde foi escrito na perspectiva de uma relação que estava trabalhando. Os membros da banda tiveram aulas adicionais antes de iniciar a gravação. Eles descreveram o álbum como seu melhor até à data.

## Divulgação
Em 3 de outubro de 2008, Snow Patrol anunciaram a "retomar o Tour Cities". O passeio será composto por apresentação de quatro datas para a promo tour, começando na Irlanda para incluir Dublin e Belfast e depois se deslocam para a Grã-Bretanha para incluir Edimburgo e Londres. As 48 horas de turnê começaram em 26 de outubro no Portão Teatro de Dublin e irá terminar no próximo dia Bloomsbury Theater, em Londres.

## Faixas
Todas as letras escritas por Gary Lightbody, todas as músicas compostas por Snow Patrol.
| CD  | |         |  |
| N.º | Título | Duração |  |
| 1.  | "If There's a Rocket Tie Me to It"                                                                        | 4:33    |  |
| 2.  | "Crack the Shutters"                                                                                      | 3:20    |  |
| 3.  | "Take Back the City"                                                                                      | 4:40    |  |
| 4.  | "Lifeboats"                                                                                               | 4:41    |  |
| 5.  | "The Golden Floor"                                                                                        | 3:19    |  |
| 6.  | "Please Just Take These Photos from My Hands"                                                             | 4:25    |  |
| 7.  | "Set Down Your Glassnds"                                                                                  | 3:43    |  |
| 8.  | "The Planets Bend Between Us"                                                                             | 4:18    |  |
| 9.  | "Engines"                                                                                                 | 5:10    |  |
| 10. | "Disaster Button"                                                                                         | 3:58    |  |
| 11. | "The Lightning Strike" I. "What If This Storm Ends?" II. "The Sunlight Through the Flags" III. "Daybreak" | 16:18   |  |

| Edição Deluxe - DVD bônus |                                |         |  |
| N.º                       | Título                         | Duração |  |
| 1.                        | "First Week of Term"           | 32:45   |  |
| 2.                        | "Jacknife Lee's Studio Safari" | 8:51    |  |

| DVD bônus edição da Turnê |                                            |         |  |
| N.º                       | Título                                     | Duração |  |
| 1.                        | "Take Back the City" (Video)               |         |  |
| 2.                        | "Crack the Shutters" (Video)               |         |  |
| 3.                        | "If There's a Rocket Tie Me to It" (Video) |         |  |

## Pessoal
Snow Patrol
- Gary Lightbody – vocal, guitarra, backing vocal
- Nathan Connolly – guitarra, backing vocal
- Paul Wilson – baixo, backing vocal
- Jonny Quinn – bateria, percussão
- Tom Simpson – teclado

## Paradas musicais e certificações
| Paradas (2008)     | Melhor posição | Certificação | Vendas   |
| ------------------ | -------------- | ------------ | -------- |
| Alemanha           | 14             | —            | —        |
| Austrália          | 6              | Ouro         | 35 000+  |
| Áustria            | 17             | —            | —        |
| Bélgica (Flanders) | 16             | —            | —        |
| Bélgica (Valônia)  | 37             | —            | —        |
| Europa             | 5              | —            | —        |
| França             | 69             | —            | —        |
| Irlanda            | 1              | 3× Platina   | 45 000+  |
| Países Baixos      | 8              | Ouro         | 30 000+  |
| Nova Zelândia      | 6              | —            | —        |
| Suíça              | 7              | —            | —        |
| Reino Unido        | 2              | Platina      | 300 000+ |
| Estados Unidos     | 9              | —            | 50 000+  |

## Lançamento
| País        | Data                  | Formato                             |
| ----------- | --------------------- | ----------------------------------- |
| Irlanda     | 24 de outubro de 2008 | CD, Vinil, download digital, CD+DVD |
| Austrália   | 25 de outubro de 2008 | CD, Vinil, download digital, CD+DVD |
| Reino Unido | 27 de outubro de 2008 | CD, Vinil, download digital, CD+DVD |
| Mundo       | 28 de outubro de 2008 | CD, Vinil, download digital, CD+DVD |